# Charlotte Tremble
Charlotte Dany Tremble (geboren 4. Juni 1999 in Compiègne) ist eine französische Synchronschwimmerin.

## Karriere
Charlotte Tremble und ihre Zwillingsschwester Laura entdeckten das Synchronschwimmen bei einer Gala und begannen im Alter von sechs Jahren im Senlis-Club mit dem Sport. Im folgenden Jahr nahmen sie am Training unter der Aufsicht von Virginie Dedieu teil, die dreimal Weltmeisterin wurde. Sie weigerten sich zunächst, dem Verband Pôle Espoirs beizutreten, was sie jedoch nicht davon abhielt, 2013 im Alter von 14 Jahren den französischen Titel zu gewinnen. Im Alter von 15 Jahren traten sie dem INSEP bei. Im Jahr 2016 machten beide ihren Schulabschluss (Baccalauréat) und nahmen ein Physik- und Chemiestudium auf. Sie wurden 2015 für die französische Mannschaft ausgewählt und nahmen zum ersten Mal an den Europaspielen teil.
Bei den Europameisterschaften 2018 belegten die Zwillinge den siebten Platz, nur fünf Punkte vom Podium entfernt. Im Juli 2019 belegte das Duo bei den Weltmeisterschaften im südkoreanischen Gwangju den achten Platz und qualifizierte sich für die aufgrund der COVID-19-Pandemie auf 2021 verschobenen Olympischen Sommerspiele 2020. Auch bei den Olympischen Spielen erreichten die Schwestern den achten Platz. Bei den Europaspielen 2023 in Krakau gewannen die beiden als Teil der französischen Mannschaft Gold im Highlight-Wettkampf und Bronze im technischen Programm. Ein Jahr zuvor hatte Tremble als Teil der Mannschaft – erstmals ohne ihre Schwester Laura – jeweils im freien und im technischen Programm die Bronzemedaille bei den Europameisterschaften in Rom gewonnen.
2020 belegten sie im technischen Duo der Open de France den zweiten Platz.